# Lluís Figuerola i Anglada
Lluís Figuerola i Anglada (Caldes de Montbui, 1860 - Barcelona, 1922) fou un periodista català.
Corresponsal de diaris anglesos i nord-americans, fou col·laborador de La Publicidad. Assistí freqüentment a les tertúlies dels Quatre Gats. Ramon Casas li va dedicar un dels seus dibuixos. D'aquesta galeria iconogràfica, el retrat de Figuerola és l'únic en el qual el personatge no apareix sol. Casas va voler representar-lo amb el seu gos, del qual mai no se separava.